# عايشة محمد روبله
عايشة محمد روبله (مواليد 1965) هي كاتبة جيبوتية. حصلت على درجة في مجال العلاقات في مكان العمل، مع التركيز على المسائل المتعلقة بصحة العمل. كانت رئيسة قسم في مكتب وزير العمل حتى عام 2003 وقد تم انتخابها في الجمعية الوطنية.
وفي عام 2005 أصبحت وزيرة النهوض بالمرأة ورفاهية الأسرة والشؤون الاجتماعية.
كتبت روبله العديد من المسرحيات وايضاً مؤسسة لشركة لا فوكس دي لاست.
وفي عام 1998 اعترفت اليونيسكو بدورها المحوري في لا ديفولي.
وقد قامت لأول مرة في ذلك العام 2015 بإخراج فيلم خاص بعملها والذي كان يدور حول مشكلة ختان الاناث.